# 노산동
노산동(鷺山洞)은 경상남도 창원시 마산합포구에 있는 옛 행정동이다. 마산합포구의 동쪽 무학산의 남쪽 산록, 구마산의 중앙에 위치하며, 마산합포구청으로부터 동쪽으로 2.1km 떨어져 있다. 취락은 본래 무학산에서 발원하는 계획된 주택지대로 알려져 있다.

## 개요
본래 합포현의 지역으로서 상남이라 하고, 조선 태종 때에는 창원부에 편입되었으며, 1910년 마산부제의 실시에 따라 마산부 외서면에 편입되었다. 1914년 행정구역 통합에 의하여 상남동이라 하여 마산시에 편입되었다. 상남동은 일제시대 한국인의 거주지였으며, 취락은 상남천과 구마산역을 중심으로 발달하였고, 동의 서쪽에 있는 제비산에는 고려 원종 때 원나라가 일본을 정벌하기 위하여 몽고병 4,500명이 머물렀던 절도사구영터가 있다. 또한 1997년 5월 12일 교원동을 통합하였다. 2020년 1월 1일 교방동과 통합하였다.

## 법정동
- 교원동(校原洞)
- 상남동(上南洞) 일부

## 교육
- 경남전자고등학교